# Olympische Sommerspiele 2008/Rudern
Bei den Olympischen Sommerspielen 2008 wurden 14 Wettbewerbe im Rudern ausgetragen, sechs bei den Frauen und acht bei den Männern. Jedes NOK durfte pro Wettbewerb maximal ein Boot an den Start schicken, sofern man sich bei diversen Qualifikationsplätzen 2007 und 2008 einen Quotenplatz erkämpfen konnte. Hauptqualifikationswettkampf waren dabei die Weltmeisterschaften 2007 (WM) in München.

## Qualifikation
Für die Teilnahme an der olympischen Ruderregatta 2008 war eine Qualifikation notwendig, die bei verschiedenen internationalen Ruderregatten im Vorfeld erreicht werden konnte. Dabei waren im Zuge des regulären Qualifikationsweges Startplätze für 544 Teilnehmer in 200 Booten und 14 Bootsklassen vorgesehen. Zusätzlich waren zwei Startplätze im Einer der Männer und Frauen für die gastgebende Nation vorgesehen für den Fall, dass diese sich in keiner Bootsklasse regulär qualifiziert hätte, sowie Startplätze für vier durch den Weltruderverband eingeladene Teilnehmer.
Der Hauptqualifikationswettbewerb waren die Ruder-Weltmeisterschaften 2007 an der Regattastrecke Oberschleißheim in München. Weitere Startplätze konnten bei kontinentalen Regatten in Afrika, Asien und Lateinamerika erkämpft werden sowie bei einer internationalen Qualifikation im Rahmen der Weltcup-Regatta 2008 am Maltasee in Posen.
Jedes NOK durfte genau ein Boot in jeder Bootsklasse melden, in der die Qualifikation erreicht wurde. Einzelne Ruderer durften allerdings in mehr als einer Bootsklasse starten (Doppelstart), was von sechs Sportlern auch getan wurde. Im Falle einer Qualifikation in allen 14 Bootsklassen konnten damit maximal 28 Männer und 20 Frauen je Nation teilnehmen (jeweils inklusive eines Steuermannes/einer Steuerfrau).

### Qualifikationswettkämpfe mit Anzahl der Quotenplätze
| Übersicht Qualifikationswettkämpfe mit der Anzahl zu vergebener Bootsquotenplätze | Übersicht Qualifikationswettkämpfe mit der Anzahl zu vergebener Bootsquotenplätze | Übersicht Qualifikationswettkämpfe mit der Anzahl zu vergebener Bootsquotenplätze | Übersicht Qualifikationswettkämpfe mit der Anzahl zu vergebener Bootsquotenplätze | Übersicht Qualifikationswettkämpfe mit der Anzahl zu vergebener Bootsquotenplätze | Übersicht Qualifikationswettkämpfe mit der Anzahl zu vergebener Bootsquotenplätze | Übersicht Qualifikationswettkämpfe mit der Anzahl zu vergebener Bootsquotenplätze | Übersicht Qualifikationswettkämpfe mit der Anzahl zu vergebener Bootsquotenplätze | Übersicht Qualifikationswettkämpfe mit der Anzahl zu vergebener Bootsquotenplätze | Übersicht Qualifikationswettkämpfe mit der Anzahl zu vergebener Bootsquotenplätze | Übersicht Qualifikationswettkämpfe mit der Anzahl zu vergebener Bootsquotenplätze | Übersicht Qualifikationswettkämpfe mit der Anzahl zu vergebener Bootsquotenplätze | Übersicht Qualifikationswettkämpfe mit der Anzahl zu vergebener Bootsquotenplätze | Übersicht Qualifikationswettkämpfe mit der Anzahl zu vergebener Bootsquotenplätze | Übersicht Qualifikationswettkämpfe mit der Anzahl zu vergebener Bootsquotenplätze | Übersicht Qualifikationswettkämpfe mit der Anzahl zu vergebener Bootsquotenplätze | Übersicht Qualifikationswettkämpfe mit der Anzahl zu vergebener Bootsquotenplätze | Übersicht Qualifikationswettkämpfe mit der Anzahl zu vergebener Bootsquotenplätze | Übersicht Qualifikationswettkämpfe mit der Anzahl zu vergebener Bootsquotenplätze |
|                                                                                   |                                                                                   |                                                                                   | Frauen                                                                            | Frauen                                                                            | Frauen                                                                            | Frauen                                                                            | Frauen                                                                            | Frauen                                                                            | Männer                                                                            | Männer                                                                            | Männer                                                                            | Männer                                                                            | Männer                                                                            | Männer                                                                            | Männer                                                                            | Männer                                                                            |                                                                                   |                                                                                   |
| Wettkampf                                                                         | Austragungsort                                                                    | Datum                                                                             | W1x                                                                               | W2-                                                                               | W2x                                                                               | W4x                                                                               | W8+                                                                               | LW2x                                                                              | M1x                                                                               | M2-                                                                               | M2x                                                                               | M4-                                                                               | M4x                                                                               | M8+                                                                               | LM2x                                                                              | LM4-                                                                              | Boote Gesamt                                                                      | Athleten Gesamt                                                                   |
| --------------------------------------------------------------------------------- | --------------------------------------------------------------------------------- | --------------------------------------------------------------------------------- | --------------------------------------------------------------------------------- | --------------------------------------------------------------------------------- | --------------------------------------------------------------------------------- | --------------------------------------------------------------------------------- | --------------------------------------------------------------------------------- | --------------------------------------------------------------------------------- | --------------------------------------------------------------------------------- | --------------------------------------------------------------------------------- | --------------------------------------------------------------------------------- | --------------------------------------------------------------------------------- | --------------------------------------------------------------------------------- | --------------------------------------------------------------------------------- | --------------------------------------------------------------------------------- | --------------------------------------------------------------------------------- | --------------------------------------------------------------------------------- | --------------------------------------------------------------------------------- |
| Afrikanische Qualifikation                                                        | Algier                                                                            | 17.–19. Juli 2007                                                                 | 3                                                                                 | –                                                                                 | –                                                                                 | –                                                                                 | –                                                                                 | 1                                                                                 | 4                                                                                 | –                                                                                 | –                                                                                 | –                                                                                 | –                                                                                 | –                                                                                 | 1                                                                                 | –                                                                                 | 9                                                                                 | 11                                                                                |
| Ruder-Weltmeisterschaften                                                         | München-Oberschleißheim                                                           | 26. Aug.–2. Sep. 2007                                                             | 9                                                                                 | 8                                                                                 | 8                                                                                 | 7                                                                                 | 5                                                                                 | 8                                                                                 | 11                                                                                | 11                                                                                | 11                                                                                | 11                                                                                | 11                                                                                | 7                                                                                 | 11                                                                                | 11                                                                                | 129                                                                               | 402                                                                               |
| Lateinamerikanische Qualifikation                                                 | Rio de Janeiro                                                                    | 16.–18. November 2007                                                             | 5                                                                                 | –                                                                                 | –                                                                                 | –                                                                                 | –                                                                                 | 3                                                                                 | 6                                                                                 | –                                                                                 | –                                                                                 | –                                                                                 | –                                                                                 | –                                                                                 | 3                                                                                 | –                                                                                 | 17                                                                                | 23                                                                                |
| Asiatische Qualifikation                                                          | Shanghai                                                                          | 25.–27. April 2008                                                                | 5                                                                                 | –                                                                                 | –                                                                                 | –                                                                                 | –                                                                                 | 3                                                                                 | 6                                                                                 | –                                                                                 | –                                                                                 | –                                                                                 | –                                                                                 | –                                                                                 | 3                                                                                 | –                                                                                 | 17                                                                                | 23                                                                                |
| Internationale Qualifikation                                                      | Maltasee, Posen                                                                   | 15.–18. Juni 2008                                                                 | 3                                                                                 | 2                                                                                 | 2                                                                                 | 1                                                                                 | 2                                                                                 | 2                                                                                 | 3                                                                                 | 2                                                                                 | 2                                                                                 | 2                                                                                 | 2                                                                                 | 1                                                                                 | 2                                                                                 | 2                                                                                 | 28                                                                                | 85                                                                                |
| Gesamt                                                                            | Gesamt                                                                            | Gesamt                                                                            | 25                                                                                | 10                                                                                | 10                                                                                | 8                                                                                 | 7                                                                                 | 17                                                                                | 30                                                                                | 13                                                                                | 13                                                                                | 13                                                                                | 13                                                                                | 8                                                                                 | 20                                                                                | 13                                                                                | 200                                                                               | 544                                                                               |

Zusätzlich wurden Startplätze durch den Weltruderverband vergeben:
- Zwei Startplätze im Einer der Männer und Frauen für die gastgebende Nation Volksrepublik China für den Fall, dass sich kein chinesisches Boot qualifiziert hätte. Da dieser Fall nicht eingetreten ist, sind Mannschaften aus anderen Nationen nachgerückt.
- Vier Teilnehmer per regulärer Einladung durch den Weltruderverband.
- Vier Teilnehmer per Einladung durch den Weltruderverband wegen Ausnahmeregelungen im Qualifikationsreglement.

### Gewonnene Quotenplätze
| Gewonnene Bootsquotenplätze nach NOKs | Gewonnene Bootsquotenplätze nach NOKs | Gewonnene Bootsquotenplätze nach NOKs | Gewonnene Bootsquotenplätze nach NOKs | Gewonnene Bootsquotenplätze nach NOKs | Gewonnene Bootsquotenplätze nach NOKs | Gewonnene Bootsquotenplätze nach NOKs | Gewonnene Bootsquotenplätze nach NOKs | Gewonnene Bootsquotenplätze nach NOKs | Gewonnene Bootsquotenplätze nach NOKs | Gewonnene Bootsquotenplätze nach NOKs | Gewonnene Bootsquotenplätze nach NOKs | Gewonnene Bootsquotenplätze nach NOKs | Gewonnene Bootsquotenplätze nach NOKs | Gewonnene Bootsquotenplätze nach NOKs | Gewonnene Bootsquotenplätze nach NOKs | Gewonnene Bootsquotenplätze nach NOKs |
|                                       | Frauen                                | Frauen                                | Frauen                                | Frauen                                | Frauen                                | Frauen                                | Männer                                | Männer                                | Männer                                | Männer                                | Männer                                | Männer                                | Männer                                | Männer                                | Boote Gesamt                          | Athleten Gesamt                       |
| Wettbewerb                            | W1x                                   | W2-                                   | W2x                                   | W4x                                   | W8+                                   | LW2x                                  | M1x                                   | M2-                                   | M2x                                   | M4-                                   | M4x                                   | M8+                                   | LM2x                                  | LM4-                                  | Boote Gesamt                          | Athleten Gesamt                       |
| ------------------------------------- | ------------------------------------- | ------------------------------------- | ------------------------------------- | ------------------------------------- | ------------------------------------- | ------------------------------------- | ------------------------------------- | ------------------------------------- | ------------------------------------- | ------------------------------------- | ------------------------------------- | ------------------------------------- | ------------------------------------- | ------------------------------------- | ------------------------------------- | ------------------------------------- |
| Ägypten                               | X                                     |                                       |                                       |                                       |                                       |                                       | X                                     |                                       |                                       |                                       |                                       |                                       |                                       | X                                     | 3                                     | 6                                     |
| Algerien                              |                                       |                                       |                                       |                                       |                                       |                                       | X                                     |                                       |                                       |                                       |                                       |                                       | X                                     |                                       | 2                                     | 3                                     |
| Argentinien                           | X                                     |                                       |                                       |                                       |                                       |                                       | X                                     |                                       |                                       |                                       |                                       |                                       |                                       |                                       | 2                                     | 2                                     |
| Australien                            | X                                     | X                                     | X                                     | X                                     | X                                     | X                                     | X                                     | X                                     | X                                     | X                                     | X                                     | X                                     | X                                     | X                                     | 14                                    | 48                                    |
| Belgien                               |                                       |                                       |                                       |                                       |                                       |                                       | X                                     |                                       | X                                     |                                       |                                       |                                       |                                       |                                       | 2                                     | 3                                     |
| Brasilien                             | X                                     |                                       |                                       |                                       |                                       | X                                     | X                                     |                                       |                                       |                                       |                                       |                                       | X                                     |                                       | 4                                     | 6                                     |
| Bulgarien                             | X                                     |                                       |                                       |                                       |                                       |                                       |                                       |                                       | X                                     |                                       |                                       |                                       |                                       |                                       | 2                                     | 3                                     |
| Chile                                 | X                                     |                                       |                                       |                                       |                                       |                                       | X                                     |                                       |                                       |                                       |                                       |                                       |                                       |                                       | 2                                     | 2                                     |
| China                                 | X                                     | X                                     | X                                     | X                                     |                                       | X                                     | X                                     |                                       | X                                     | X                                     |                                       | X                                     | X                                     | X                                     | 11                                    | 32                                    |
| Chinese Taipei                        |                                       |                                       |                                       |                                       |                                       |                                       | X                                     |                                       |                                       |                                       |                                       |                                       |                                       |                                       | 1                                     | 1                                     |
| Dänemark                              |                                       |                                       |                                       |                                       |                                       | X                                     |                                       | X                                     |                                       |                                       |                                       |                                       | X                                     | X                                     | 4                                     | 10                                    |
| Deutschland                           |                                       | X                                     | X                                     | X                                     | X                                     | X                                     | X                                     | X                                     | X                                     | X                                     | X                                     | X                                     | X                                     | X                                     | 13                                    | 45                                    |
| El Salvador                           | X                                     |                                       |                                       |                                       |                                       |                                       |                                       |                                       |                                       |                                       |                                       |                                       |                                       |                                       | 1                                     | 1                                     |
| Estland                               |                                       |                                       |                                       |                                       |                                       |                                       | X                                     |                                       | X                                     |                                       | X                                     |                                       |                                       |                                       | 3                                     | 7                                     |
| Finnland                              |                                       |                                       |                                       |                                       |                                       | X                                     |                                       |                                       |                                       |                                       |                                       |                                       |                                       |                                       | 1                                     | 2                                     |
| Frankreich                            | X                                     | X                                     |                                       |                                       |                                       |                                       |                                       | X                                     | X                                     | X                                     | X                                     |                                       | X                                     | X                                     | 8                                     | 21                                    |
| Griechenland                          |                                       |                                       |                                       |                                       |                                       | X                                     | X                                     |                                       |                                       |                                       |                                       |                                       | X                                     |                                       | 3                                     | 5                                     |
| Honduras                              |                                       |                                       |                                       |                                       |                                       |                                       | X                                     |                                       |                                       |                                       |                                       |                                       |                                       |                                       | 1                                     | 1                                     |
| Hongkong                              | X                                     |                                       |                                       |                                       |                                       |                                       | X                                     |                                       |                                       |                                       |                                       |                                       | X                                     |                                       | 3                                     | 4                                     |
| Indien                                |                                       |                                       |                                       |                                       |                                       |                                       | X                                     |                                       |                                       |                                       |                                       |                                       | X                                     |                                       | 2                                     | 3                                     |
| Irak                                  |                                       |                                       |                                       |                                       |                                       |                                       |                                       |                                       | X                                     |                                       |                                       |                                       |                                       |                                       | 1                                     | 2                                     |
| Iran                                  | X                                     |                                       |                                       |                                       |                                       |                                       | X                                     |                                       |                                       |                                       |                                       |                                       |                                       |                                       | 2                                     | 2                                     |
| Irland                                |                                       |                                       |                                       |                                       |                                       |                                       |                                       |                                       |                                       | X                                     |                                       |                                       |                                       | X                                     | 2                                     | 8                                     |
| Italien                               | X                                     |                                       | X                                     |                                       |                                       |                                       |                                       | X                                     |                                       | X                                     | X                                     |                                       | X                                     | X                                     | 7                                     | 19                                    |
| Japan                                 |                                       |                                       |                                       |                                       |                                       | X                                     |                                       |                                       |                                       |                                       |                                       |                                       | X                                     |                                       | 2                                     | 4                                     |
| Kamerun                               |                                       |                                       |                                       |                                       |                                       |                                       | X                                     |                                       |                                       |                                       |                                       |                                       |                                       |                                       | 1                                     | 1                                     |
| Kanada                                |                                       | X                                     |                                       | X                                     | X                                     | X                                     |                                       | X                                     |                                       |                                       |                                       | X                                     | X                                     | X                                     | 8                                     | 34                                    |
| Kasachstan                            | X                                     |                                       |                                       |                                       |                                       | X                                     |                                       |                                       |                                       |                                       |                                       |                                       |                                       |                                       | 2                                     | 3                                     |
| Kenia                                 |                                       |                                       |                                       |                                       |                                       |                                       | X                                     |                                       |                                       |                                       |                                       |                                       |                                       |                                       | 1                                     | 1                                     |
| Kolumbien                             |                                       |                                       |                                       |                                       |                                       |                                       | X                                     |                                       |                                       |                                       |                                       |                                       |                                       |                                       | 1                                     | 1                                     |
| Kroatien                              |                                       |                                       |                                       |                                       |                                       |                                       |                                       | X                                     | X                                     |                                       |                                       |                                       |                                       |                                       | 2                                     | 4                                     |
| Kuba                                  | X                                     |                                       |                                       |                                       |                                       | X                                     |                                       |                                       |                                       |                                       | X                                     |                                       | X                                     |                                       | 4                                     | 9                                     |
| Litauen                               |                                       |                                       |                                       |                                       |                                       |                                       | X                                     |                                       |                                       |                                       |                                       |                                       |                                       |                                       | 1                                     | 1                                     |
| Mexiko                                |                                       |                                       |                                       |                                       |                                       | X                                     | X                                     |                                       |                                       |                                       |                                       |                                       |                                       |                                       | 2                                     | 3                                     |
| Monaco                                |                                       |                                       |                                       |                                       |                                       |                                       | X                                     |                                       |                                       |                                       |                                       |                                       |                                       |                                       | 1                                     | 1                                     |
| Myanmar                               | X                                     |                                       |                                       |                                       |                                       |                                       |                                       |                                       |                                       |                                       |                                       |                                       |                                       |                                       | 1                                     | 1                                     |
| Neuseeland                            | X                                     | X                                     | X                                     |                                       |                                       |                                       | X                                     | X                                     | X                                     | X                                     |                                       |                                       | X                                     |                                       | 8                                     | 16                                    |
| Niederlande                           |                                       |                                       |                                       |                                       | X                                     | X                                     | X                                     |                                       |                                       | X                                     |                                       | X                                     |                                       | X                                     | 6                                     | 29                                    |
| Norwegen                              |                                       |                                       |                                       |                                       |                                       |                                       | X                                     |                                       |                                       |                                       |                                       |                                       |                                       |                                       | 1                                     | 1                                     |
| Polen                                 | X                                     |                                       |                                       |                                       |                                       |                                       |                                       | X                                     |                                       |                                       | X                                     | X                                     |                                       | X                                     | 5                                     | 20                                    |
| Portugal                              |                                       |                                       |                                       |                                       |                                       |                                       |                                       |                                       |                                       |                                       |                                       |                                       | X                                     |                                       | 1                                     | 2                                     |
| Rumänien                              |                                       | X                                     | X                                     |                                       | X                                     |                                       |                                       |                                       |                                       |                                       |                                       |                                       |                                       |                                       | 3                                     | 11                                    |
| Russland                              |                                       |                                       |                                       | X                                     |                                       |                                       |                                       |                                       | X                                     |                                       | X                                     |                                       |                                       |                                       | 3                                     | 10                                    |
| Schweden                              | X                                     |                                       |                                       |                                       |                                       |                                       | X                                     |                                       |                                       |                                       |                                       |                                       |                                       |                                       | 2                                     | 2                                     |
| Schweiz                               |                                       |                                       |                                       |                                       |                                       |                                       | X                                     |                                       |                                       |                                       |                                       |                                       |                                       |                                       | 1                                     | 1                                     |
| Serbien                               | X                                     |                                       |                                       |                                       |                                       |                                       |                                       | X                                     |                                       |                                       |                                       |                                       |                                       |                                       | 2                                     | 3                                     |
| Simbabwe                              | X                                     |                                       |                                       |                                       |                                       |                                       |                                       |                                       |                                       |                                       |                                       |                                       |                                       |                                       | 1                                     | 1                                     |
| Slowenien                             |                                       |                                       |                                       |                                       |                                       |                                       |                                       |                                       | X                                     | X                                     | X                                     |                                       |                                       |                                       | 3                                     | 10                                    |
| Spanien                               | X                                     |                                       |                                       |                                       |                                       |                                       |                                       |                                       |                                       |                                       |                                       |                                       |                                       |                                       | 1                                     | 1                                     |
| Südafrika                             | X                                     |                                       |                                       |                                       |                                       | X                                     |                                       | X                                     |                                       |                                       |                                       |                                       |                                       |                                       | 3                                     | 5                                     |
| Südkorea                              | X                                     |                                       |                                       |                                       |                                       | X                                     |                                       |                                       |                                       |                                       |                                       |                                       | X                                     |                                       | 3                                     | 5                                     |
| Tschechien                            | X                                     |                                       | X                                     |                                       |                                       |                                       | X                                     | X                                     |                                       | X                                     | X                                     |                                       |                                       |                                       | 6                                     | 14                                    |
| Ukraine                               |                                       |                                       | X                                     | X                                     |                                       |                                       |                                       |                                       |                                       |                                       | X                                     |                                       |                                       |                                       | 3                                     | 10                                    |
| Ungarn                                |                                       |                                       |                                       |                                       |                                       |                                       |                                       |                                       |                                       |                                       |                                       |                                       | X                                     |                                       | 1                                     | 2                                     |
| Uruguay                               |                                       |                                       |                                       |                                       |                                       |                                       | X                                     |                                       |                                       |                                       |                                       |                                       | X                                     |                                       | 2                                     | 3                                     |
| Usbekistan                            |                                       |                                       |                                       |                                       |                                       |                                       | X                                     |                                       |                                       |                                       |                                       |                                       |                                       |                                       | 1                                     | 1                                     |
| Venezuela                             |                                       |                                       |                                       |                                       |                                       |                                       | X                                     |                                       |                                       |                                       |                                       |                                       |                                       |                                       | 1                                     | 1                                     |
| Vereinigte Staaten                    | X                                     | X                                     | X                                     | X                                     | X                                     | X                                     | X                                     | X                                     | X                                     | X                                     | X                                     | X                                     |                                       | X                                     | 13                                    | 45                                    |
| Vereinigtes Königreich                |                                       | X                                     | X                                     | X                                     | X                                     | X                                     | X                                     | X                                     | X                                     | X                                     |                                       | X                                     | X                                     | X                                     | 12                                    | 43                                    |
| Weißrussland                          | X                                     | X                                     |                                       |                                       |                                       |                                       |                                       |                                       | X                                     | X                                     | X                                     |                                       |                                       |                                       | 5                                     | 13                                    |
| Quotenplätze Gesamt                   | 26                                    | 10                                    | 10                                    | 8                                     | 7                                     | 17                                    | 33                                    | 14                                    | 15                                    | 13                                    | 13                                    | 8                                     | 20                                    | 13                                    | 207                                   | 548                                   |

Anmerkungen zur Tabelle:
1. ↑  Doppelstart durch Zhang Liang
2. ↑  Doppelstart durch Maren Derlien und Lenka Wech
3. ↑  Doppelstart durch Georgeta Andrunache und Viorica Susanu
4. ↑  Doppelstart durch Anna Cummins

Die für den Gastgeber reservierten Startplätze wurden wegen der Qualifikation der Volksrepublik China in 11 Bootsklassen an andere Nationen vergeben. Für Spanien durfte Nuria Domínguez im Einer der Frauen starten, für Griechenland ging Ioannis Christou im Männer-Einer an den Start.
Die vier durch den Weltruderverband eingeladenen Teilnehmer waren Norberto Bernárdez für Honduras und Mathias Raymond für Monaco jeweils im Männer-Einer sowie Hamzah Jebur und Haider Nawzad für den Irak im Männer-Doppelzweier.
Per Einladung konnten der Männer-Doppelzweier aus Bulgarien mit Iwo Janakiew und Martin Janakiew und der Leichtgewichts-Doppelzweier der Männer aus Kanada mit Douglas Vandor und Cameron Sylvester starten.

## Olympische Regatta
Es werden in jeder Bootsklasse die ersten acht Plätze mit der Endlaufzeit aufgelistet, da diese ein olympisches Diplom erhalten haben. Das A-Finale war jeweils mit sechs Booten belegt, weshalb die Plätze 7 und 8 im B-Finale erreicht wurden (Kennzeichnung (B) hinter der Endlaufzeit).

### Männer

#### Einer
| Platz | Land | Athlet              | Zeit (min)  |
| ----- | ---- | ------------------- | ----------- |
| 1     | NOR  | Olaf Tufte          | 6:59,83     |
| 2     | CZE  | Ondřej Synek        | 7:00,63     |
| 3     | NZL  | Mahé Drysdale       | 7:01,56     |
| 4     | BEL  | Tim Maeyens         | 7:03,40     |
| 5     | GBR  | Alan Campbell       | 7:04,47     |
| 6     | SWE  | Lassi Karonen       | 7:07,64     |
| 7     | GER  | Marcel Hacker       | 7:07,82 (B) |
| 8     | LTU  | Mindaugas Griškonis | 7:09,23 (B) |

Datum: 16. August 2008, 15:50 Uhr

#### Zweier ohne Steuermann
| Platz | Land | Athleten                            | Zeit (min)  |
| ----- | ---- | ----------------------------------- | ----------- |
| 1     | AUS  | Drew Ginn Duncan Free               | 6:37,44     |
| 2     | CAN  | David Calder Scott Frandsen         | 6:39,55     |
| 3     | NZL  | Nathan Twaddle George Bridgewater   | 6:44,19     |
| 4     | GER  | Tom Lehmann Felix Drahotta          | 6:47,40     |
| 5     | RSA  | Shaun Keeling Ramon di Clemente     | 6:47,83     |
| 6     | USA  | Tyler Winklevoss Cameron Winklevoss | 7:05,58     |
| 7     | SRB  | Goran Jagar Nikola Stojić           | 6:49,12 (B) |
| 8     | CZE  | Jakub Makovička Václav Chalupa      | 6:52,57 (B) |

Datum: 16. August 2008, 16:30 Uhr

#### Doppelzweier
| Platz | Land | Athleten                                    | Zeit (min)  |
| ----- | ---- | ------------------------------------------- | ----------- |
| 1     | AUS  | David Crawshay Scott Brennan                | 6:27,77     |
| 2     | EST  | Tõnu Endrekson Jüri Jaanson                 | 6:29,05     |
| 3     | GBR  | Matthew Wells Stephen Rowbotham             | 6:29,10     |
| 4     | NZL  | Rob Waddell Nathan Cohen                    | 6:30,97     |
| 5     | FRA  | Jean-Baptiste Macquet Adrien Hardy          | 6:33,36     |
| 6     | SLO  | Luka Špik Iztok Čop                         | 6:33,96     |
| 7     | BLR  | Dsjanis Mihal Stanislau Schtscharbatschenja | 6:34,39 (B) |
| 8     | BEL  | Bart Poelvoorde Christophe Raes             | 6:35,55 (B) |

Datum: 16. August 2008, 17:10 Uhr

#### Vierer ohne Steuermann
| Platz | Land | Athleten                                                          | Zeit (min)  |
| ----- | ---- | ----------------------------------------------------------------- | ----------- |
| 1     | GBR  | Tom James Steve Williams Peter Reed Andrew Triggs Hodge           | 6:06,57     |
| 2     | AUS  | Matt Ryan James Marburg Cameron McKenzie-McHarg Francis Hegerty   | 6:07,58     |
| 3     | FRA  | Julien Desprès Benjamin Rondeau Germain Chardin Dorian Mortelette | 6:09,31     |
| 4     | SLO  | Tomaž Pirih Rok Rozman Rok Kolander Miha Pirih                    | 6:11,62     |
| 5     | CZE  | Jan Gruber Michal Horváth Milan Bruncvík Karel Neffe              | 6:16,56     |
| 6     | GER  | Jochen Urban Richard Schmidt Urs Käufer Gregor Hauffe             | 6:19,63     |
| 7     | NZL  | Carl Meyer James Dallinger Eric Murray Hamish Bond                | 6:06,30 (B) |
| 8     | NED  | Geert Cirkel Matthijs Vellenga Jan-Willem Gabriëls Gijs Vermeulen | 6:06,37 (B) |

Datum: 16. August 2008, 17:30 Uhr

#### Doppelvierer

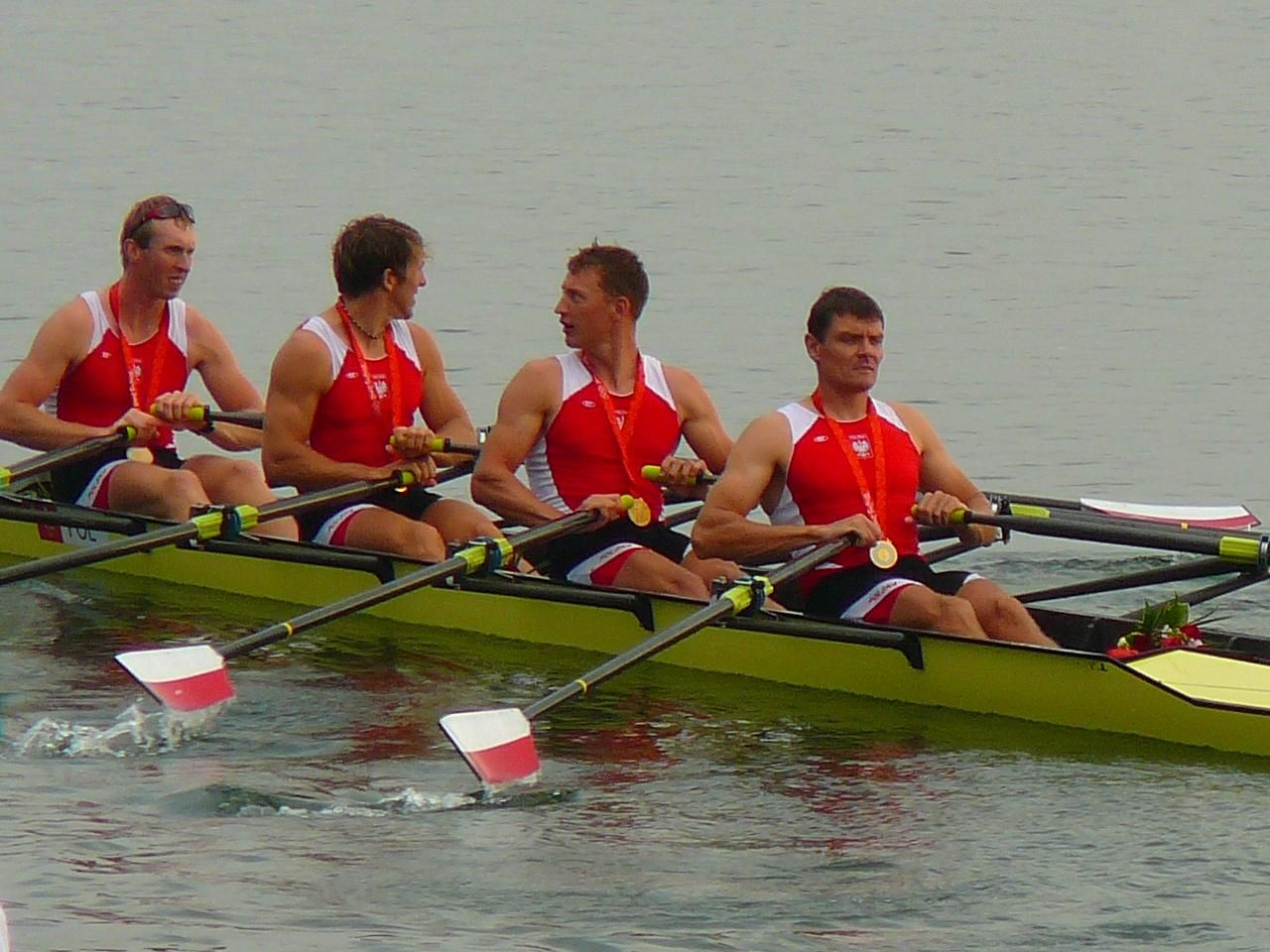
Der siegreiche Doppelvierer von Polen

| Platz | Land | Athleten                                                            | Zeit (min)  |
| ----- | ---- | ------------------------------------------------------------------- | ----------- |
| 1     | POL  | Konrad Wasielewski Marek Kolbowicz Michał Jeliński Adam Korol       | 5:41,33     |
| 2     | ITA  | Luca Agamennoni Simone Venier Rossano Galtarossa Simone Raineri     | 5:43,57     |
| 3     | FRA  | Jonathan Coeffic Pierre-Jean Peltier Julien Bahain Cédric Berrest   | 5:44,34     |
| 4     | AUS  | Christopher Morgan James McRae Brendan Long Daniel Noonan           | 5:44,68     |
| 5     | USA  | Matt Hughes Samuel Stitt Jamie Schroeder Scott Gault                | 5:47,64     |
| 6     | GER  | Stephan Krüger René Bertram Hans Gruhne Christian Schreiber         | 5:50,96     |
| 7     | RUS  | Nikita Morgatschow Sergei Fedorowzew Igor Salow Nikolai Spinjow     | 5:46,17 (B) |
| 8     | UKR  | Serhij Hryn Wolodymyr Pawlowskyj Oleh Lykow Serhij Bilouschtschenko | 5:47,89 (B) |

Datum: 17. August 2008, 16:50 Uhr

#### Achter
| Platz | Land | Athleten | Zeit (min)  |
| ----- | ---- | --- | ----------- |
| 1     | CAN  | Kevin Light Ben Rutledge Andrew Byrnes Jake Wetzel Malcolm Howard Dominic Seiterle Adam Kreek Kyle Hamilton Brian Price (Stm.)                                      | 5:23,89     |
| 2     | GBR  | Alex Partridge Tom Stallard Tom Lucy Richard Egington Josh West Alastair Heathcote Matt Langridge Colin Smith Acer Nethercott (Stm.)                                | 5:25,11     |
| 3     | USA  | Beau Hoopman Matt Schnobrich Micah Boyd Wyatt Allen Daniel Walsh Steven Coppola Joshua Inman Bryan Volpenhein Marcus McElhenney (Stm.)                              | 5:25,34     |
| 4     | NED  | Meindert Klem Rogier Blink Olivier Siegelaar Jozef Klaassen David Kuiper Mitchel Steenman Olaf van Andel Diederik Simon Peter Wiersum (Stm.)                        | 5:29,26     |
| 5     | POL  | Sebastian Kosiorek Michał Stawowski Patryk Brzeziński Sławomir Kruszkowski Wojciech Gutorski Marcin Brzeziński Rafał Hejmej Mikołaj Burda Daniel Trojanowski (Stm.) | 5:31,42     |
| 6     | AUS  | David Dennis Samuel Loch James Chapman Tom Laurich Jeremy Stevenson James Tomkins Sam Conrad Stephen Stewart Marty Rabjohns (Stm.)                                  | 5:35,10     |
| 7     | CHN  | Qu Xiaoming Wang Jingfeng Liu Zhen Zhang Shunyin Zheng Chuanqi Zhou Yinan Zhang Yongqiang Wang Xiangdang Zhang Dechang (Stm.)                                       | 5:34,59 (B) |
| 8     | GER  | Florian Eichner Sebastian Schmidt Matthias Flach Philipp Naruhn Jörg Lehnigk Florian Mennigen Kristof Wilke Andreas Penkner Peter Thiede (Stm.)                     | 5:36,89 (B) |

Datum: 17. August 2008, 17:30 Uhr

#### Leichtgewichts-Doppelzweier
| Platz | Land | Athleten                              | Zeit (min)  |
| ----- | ---- | ------------------------------------- | ----------- |
| 1     | GBR  | Zac Purchase Mark Hunter              | 6:10,99     |
| 2     | GRE  | Dimitrios Mougios Vasileios Polymeros | 6:11,72     |
| 3     | DEN  | Mads Rasmussen Rasmus Quist           | 6:12,45     |
| 4     | ITA  | Marcello Miani Elia Luini             | 6:16,15     |
| 5     | CHN  | Zhang Guolin Sun Jie                  | 6:16,69     |
| 6     | CUB  | Eyder Batista Yunior Pérez            | 6:19,96     |
| 7     | NZL  | Storm Uru Peter Taylor                | 6:27,14 (B) |
| 8     | POR  | Pedro Fraga Nuno Mendes               | 6:28,47 (B) |

Datum: 17. August 2008, 15:50 Uhr

#### Leichtgewichts-Vierer ohne Steuermann
| Platz | Land | Athleten                                                                | Zeit (min)  |
| ----- | ---- | ----------------------------------------------------------------------- | ----------- |
| 1     | DEN  | Thomas Ebert Morten Jørgensen Mads Kruse Andersen Eskild Ebbesen        | 5:47,76     |
| 2     | POL  | Łukasz Pawłowski Bartłomiej Pawełczak Miłosz Bernatajtys Paweł Rańda    | 5:49,39     |
| 3     | CAN  | Iain Brambell Jon Beare Mike Lewis Liam Parsons                         | 5:50,59     |
| 4     | FRA  | Franck Solforosi Guillaume Raineau Jean-Christophe Bette Fabien Tilliet | 5:51,22     |
| 5     | GBR  | Richard Chambers James Lindsay-Fynn Paul Mattick James Clarke           | 5:52,12     |
| 6     | NED  | Gerard van der Linden Marshall Godschalk Ivo Snijders Paul Drewes       | 5:54,06     |
| 7     | ITA  | Jiri Vlcek Salvatore Amitrano Catello Amarante Bruno Mascarenhas        | 6:03,12 (B) |
| 8     | CHN  | Huang Zhongming Wu Chongkui Zhang Lin Tian Jun                          | 6:04,48 (B) |

Datum: 17. August 2008, 16:10 Uhr

### Frauen

#### Einer
| Platz | Land | Athletin           | Zeit (min)  |
| ----- | ---- | ------------------ | ----------- |
| 1     | BUL  | Rumjana Nejkowa    | 7:22,34     |
| 2     | USA  | Michelle Guerette  | 7:22,78     |
| 3     | BLR  | Kazjaryna Karsten  | 7:23,98     |
| 4     | CHN  | Zhang Xiuyun       | 7:25,48     |
| 5     | CZE  | Miroslava Knapková | 7:35,52     |
| 6     | POL  | Julia Michalska    | 7:43,44     |
| 7     | SWE  | Frida Svensson     | 7:48,19 (B) |
| 8     | ITA  | Gabriella Bascelli | 7:48,91 (B) |

Datum: 16. August 2008, 15:30 Uhr

#### Zweier ohne Steuerfrau
| Platz | Land | Athletinnen                           | Zeit (min)  |
| ----- | ---- | ------------------------------------- | ----------- |
| 1     | ROU  | Georgeta Andrunache Viorica Susanu    | 7:20,60     |
| 2     | CHN  | Wu You Gao Yulan                      | 7:22,28     |
| 3     | BLR  | Julija Bitschyk Natallja Helach       | 7:22,91     |
| 4     | GER  | Lenka Wech Maren Derlien              | 7:25,73     |
| 5     | NZL  | Juliette Haigh Nicola Coles           | 7:28,80     |
| 6     | GBR  | Louisa Reeve Olivia Whitlam           | 7:33,61     |
| 7     | USA  | Portia McGee Anna Cummins             | 7:33,17 (B) |
| 8     | FRA  | Inene Pascal-Pretre Stephanie Dechand | 7:36,25 (B) |

Datum: 16. August 2008, 16:10 Uhr

#### Doppelzweier
| Platz | Land | Athletinnen                                     | Zeit (min)  |
| ----- | ---- | ----------------------------------------------- | ----------- |
| 1     | NZL  | Georgina Evers-Swindell Caroline Evers-Swindell | 7:07,32     |
| 2     | GER  | Annekatrin Thiele Christiane Huth               | 7:07,33     |
| 3     | GBR  | Elise Laverick Anna Bebington                   | 7:07,55     |
| 4     | CHN  | Li Qin Tian Liang                               | 7:15,85     |
| 5     | USA  | Megan Kalmoe Ellen Tomek                        | 7:17,53     |
| 6     | CZE  | Miroslava Knapková Gabriela Vařeková            | 7:25,09     |
| 7     | UKR  | Kateryna Tarassenko Jana Dementjewa             | 7:17,82 (B) |
| 8     | AUS  | Catriona Sens Sonia Mills                       | 7:19,73 (B) |

Datum: 16. August 2008, 16:50 Uhr

#### Doppelvierer
| Platz | Land | Athletinnen                                                                 | Zeit (min)  |
| ----- | ---- | --------------------------------------------------------------------------- | ----------- |
| 1     | CHN  | Tang Bin Jin Ziwei Xi Aihua Zhang Yangyang                                  | 6:16,06     |
| 2     | GBR  | Annabel Vernon Deborah Flood Frances Houghton Katherine Grainger            | 6;17,37     |
| 3     | GER  | Britta Oppelt Manuela Lutze Kathrin Boron Stephanie Schiller                | 6:19,56     |
| 4     | UKR  | Switlana Spirjuchowa Tetjana Kolesnikowa Olena Olefirenko Nataliya Lyalchuk | 6:20,02     |
| 5     | USA  | Lia Pernell Lindsay Meyer Jen Kaido Margot Shumway                          | 6:25,86     |
| 6     | AUS  | Zoe Uphill Amber Bradley Kerry Hore Amy Ives                                | 6:30,05     |
| 7     | RUS  | Oxana Dorodnowa Julija Lewina Larissa Merk Julija Kalinowskaja              | 6:28,10 (B) |
| 8     | CAN  | Rachelle de Jong Anna-Marie de Zwager Janine Hanson Krista Guloien          | 6:28,78 (B) |

Datum: 17. August 2008, 16:30 Uhr
Kathrin Boron, die erfolgreichste Ruderin der Welt mit vier olympischen Goldmedaillen, fuhr ihr letztes Rennen.

#### Achter
| Platz | Land | Athletinnen | Zeit (min)      |
| ----- | ---- | --- | --------------- |
| 1     | USA  | Erin Cafaro Lindsay Shoop Anna Goodale Elle Logan Anna Cummins Zsuzsanna Francia Caroline Lind Caryn Davies Mary Whipple (Stf.)                                     | 6:05,34         |
| 2     | NED  | Femke Dekker Marlies Smulders Nienke Kingma Roline Repelaer van Driel Annemarieke van Rumpt Helen Tanger Sarah Siegelaar Annemiek de Haan Ester Workel (Stf.)       | 6:07,22         |
| 3     | ROU  | Constanța Burcică Viorica Susanu Rodica Șerban Enikő Barabás Simona Mușat Ioana Papuc Georgeta Andrunache Doina Ignat Elena Georgescu (Stf.)                        | 6:07,25         |
| 4     | CAN  | Heather Mandoli Andréanne Morin Sarah Bonikowsky Ashley Brzozowicz Romina Stefancic Buffy-Lynne Williams Darcy Marquardt Jane Rumball Lesley Thompson-Willie (Stf.) | 6:08,04         |
| 5     | GBR  | Carla Ashford Beth Rodford Louisa Reeve Alice Freeman Natasha Page Sarah Winckless Jessica Eddie Catherine Greves Caroline O’Connor (Stf.)                          | 6:13,74         |
| 6     | AUS  | Pauline Frasca Brooke Pratley Sally Kehoe Natalie Bale Elizabeth Kell Kate Hornsey Sarah Tait Sarah Heard Elizabeth Patrick (Stf.)                                  | 6:14,22         |
| 7     | GER  | Christina Hennings Katrin Reinert Nina Wengert Nadine Schmutzler Lenka Wech Maren Derlien Nicole Zimmermann Elke Hipler Annina Ruppel (Stf.)                        | kein Rennen (B) |

Datum: 17. August 2008, 17:10 Uhr

Der deutsche Frauenachter hat im B-Finale nicht rudern müssen, da im Frauenachter nur sieben Mannschaften teilnahmen und der siebte Platz damit auch ohne Endlauf feststand.

#### Leichtgewichts-Doppelzweier
| Platz | Land | Athletinnen                            | Zeit (min)  |
| ----- | ---- | -------------------------------------- | ----------- |
| 1     | NED  | Kirsten van der Kolk Marit van Eupen   | 6:54,74     |
| 2     | FIN  | Sanna Stén Minna Nieminen              | 6:56,03     |
| 3     | CAN  | Melanie Kok Tracy Cameron              | 6:56,68     |
| 4     | GER  | Berit Carow Marie-Louise Dräger        | 6:56,72     |
| 5     | CHN  | Xu Dongxiang Yu Hua                    | 7:01,90     |
| 6     | GRE  | Chrysi Biskitzi Alexandra Tsiavou      | 7:04,61     |
| 7     | DEN  | Katrin Olsen Juliane Elander Rasmussen | 7:07,17 (B) |
| 8     | AUS  | Amber Halliday Marguerite Houston      | 7:06,94 (B) |

Datum: 17. August 2008, 15:30 Uhr

## Medaillenspiegel
| Platz | Land               | Gold | Silber | Bronze | Gesamt |
| ----- | ------------------ | ---- | ------ | ------ | ------ |
| 01    | Großbritannien     | 2    | 2      | 2      | 6      |
| 02    | Australien         | 2    | 1      | –      | 3      |
| 03    | Kanada             | 1    | 1      | 2      | 4      |
| 04    | Vereinigte Staaten | 1    | 1      | 1      | 3      |
| 05    | China              | 1    | 1      | –      | 2      |
| 05    | Niederlande        | 1    | 1      | –      | 2      |
| 05    | Polen              | 1    | 1      | –      | 2      |
| 08    | Neuseeland         | 1    | –      | 2      | 3      |
| 09    | Dänemark           | 1    | –      | 1      | 2      |
| 09    | Rumänien           | 1    | –      | 1      | 2      |
| 11    | Bulgarien          | 1    | –      | –      | 1      |
| 11    | Norwegen           | 1    | –      | –      | 1      |
| 13    | Deutschland        | –    | 1      | 1      | 2      |
| 14    | Estland            | –    | 1      | –      | 1      |
| 14    | Italien            | –    | 1      | –      | 1      |
| 14    | Finnland           | –    | 1      | –      | 1      |
| 14    | Griechenland       | –    | 1      | –      | 1      |
| 14    | Tschechien         | –    | 1      | –      | 1      |
| 19    | Frankreich         | –    | –      | 2      | 2      |
| 19    | Belarus            | –    | –      | 2      | 2      |
| Summe | Summe              | 14   | 14     | 14     | 42     |